# Saïd (personatge literari)
Saïd és un personatge literari, protagonista principal de l'obra de teatre Mar i cel d'Àngel Guimerà, estrenada l'any 1888.
Pirata, fill d'una cristiana i d'un morisc, va ser educat prop de València en la tradició religiosa catòlica i musulmana. L'assassinat del seu pare i el posterior decret d'expulsió dels moriscos quan tenia 6 anys, va produir la seva fugida precipitada juntament amb la seva mare. Per aquest motiu, aquesta instigà el seu odi cap al cristians, origen de les seves desgràcies. De caràcter arrauxat. dur i mogut per la set de venjança, esdevé capità de vaixell de corsaris algerians. Després de fer presoner un grup de cristians, s'interessa per una noia cristiana, Blanca, que es diu igual com la seva mare. Encisat per ella, comença a tenir sentiments contradictoris i amb el temps se n'enamora. Es desferma un amor impossible entre Saïd i Blanca, ja que pertanyen a mons diferents i oposats i saben que el seu amor no serà ben vist per ningú.
Segons els estudiosos de l’obra de Guimerà, la condició de mestís de Saïd respon a un mena d’autoretrat idealitzat del mateix Guimerà, que no havia aconseguit superar la seva condició d’home nascut a una família formada per Margarita Jorge, d’origen canari, i Agustí Guimerà, vendrellenc que s’havia traslladat a Santa Cruz de Tenerife per motius laborals.
A banda de Teodor Bonaplata, que l’interpretà a l'estrena de 1888, Saïd ha estat interpretat, entre d'altres, per Enric Borràs (1904 i 1923) i per Carlos Gramaje, en la versió musical de Dagoll Dagom, estrenada el 1988, i que ha tingut diverses reposicions fins al 2015.